# Parandra lata
Parandra lata là một loài bọ cánh cứng trong họ Cerambycidae.